# 大白倉バイパス
大白倉バイパス（おおしらくらバイパス）は、国道403号、国道404号の新潟県長岡市小国町三桶から十日町市岩瀬に至る延長6.1 kmのバイパス道路である。

## 概要

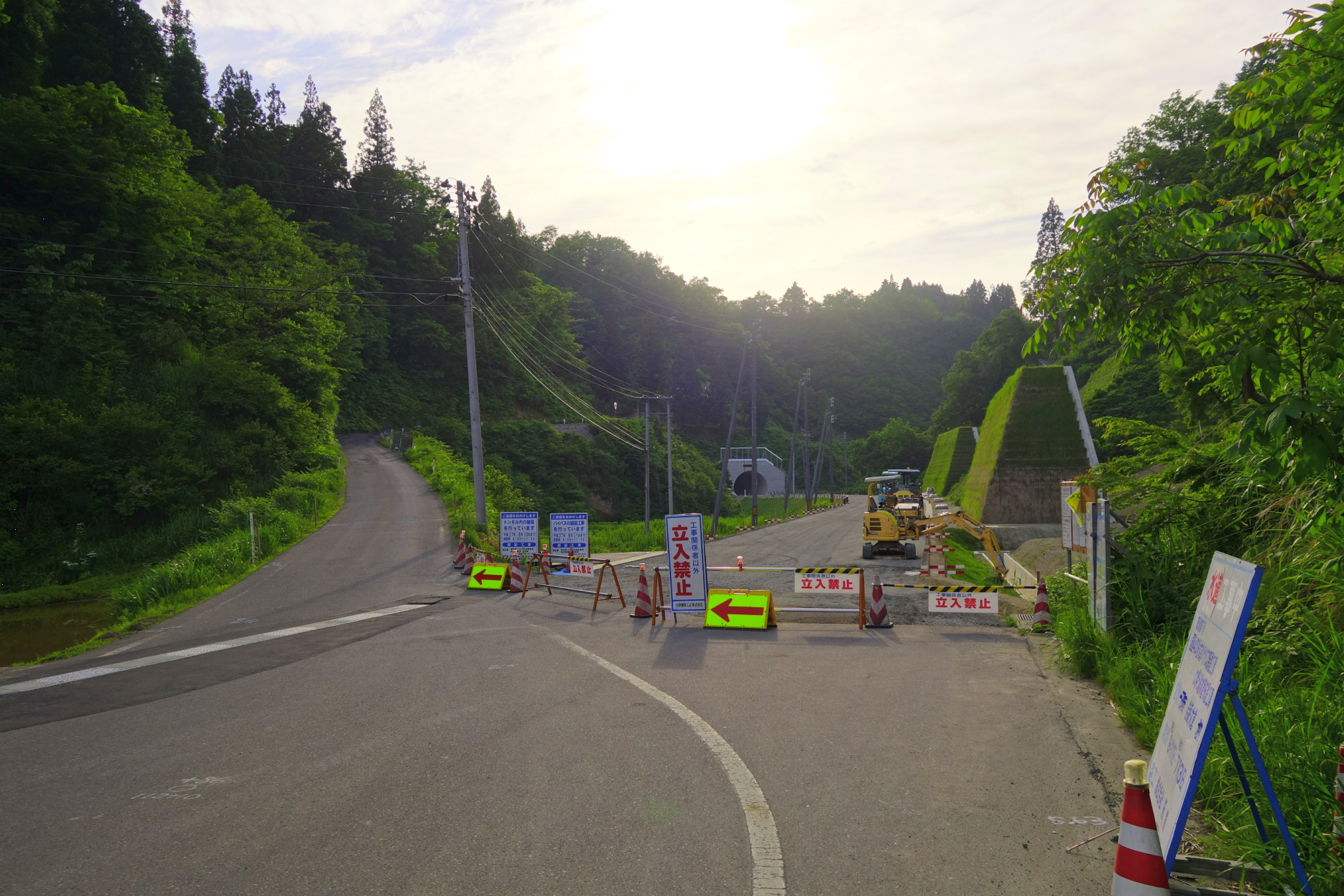
（仮）岩瀬トンネル付近の現道（左側）と工事中のバイパス（中央）の写真。奥に（仮）岩瀬トンネルが見える。

大白倉バイパスは延長6.1 km、2車線のバイパス道路であり、全線開通済みである。
この区間の地形は急峻を極め、国道403号旧道は幅員狭小、線形不良の隘路が続き土砂崩れ等の危険がある上、冬季は通行止めになるなど地元住民の生活を脅かしている。このため本バイパスが計画され、新潟県を事業主体として事業が実施された。

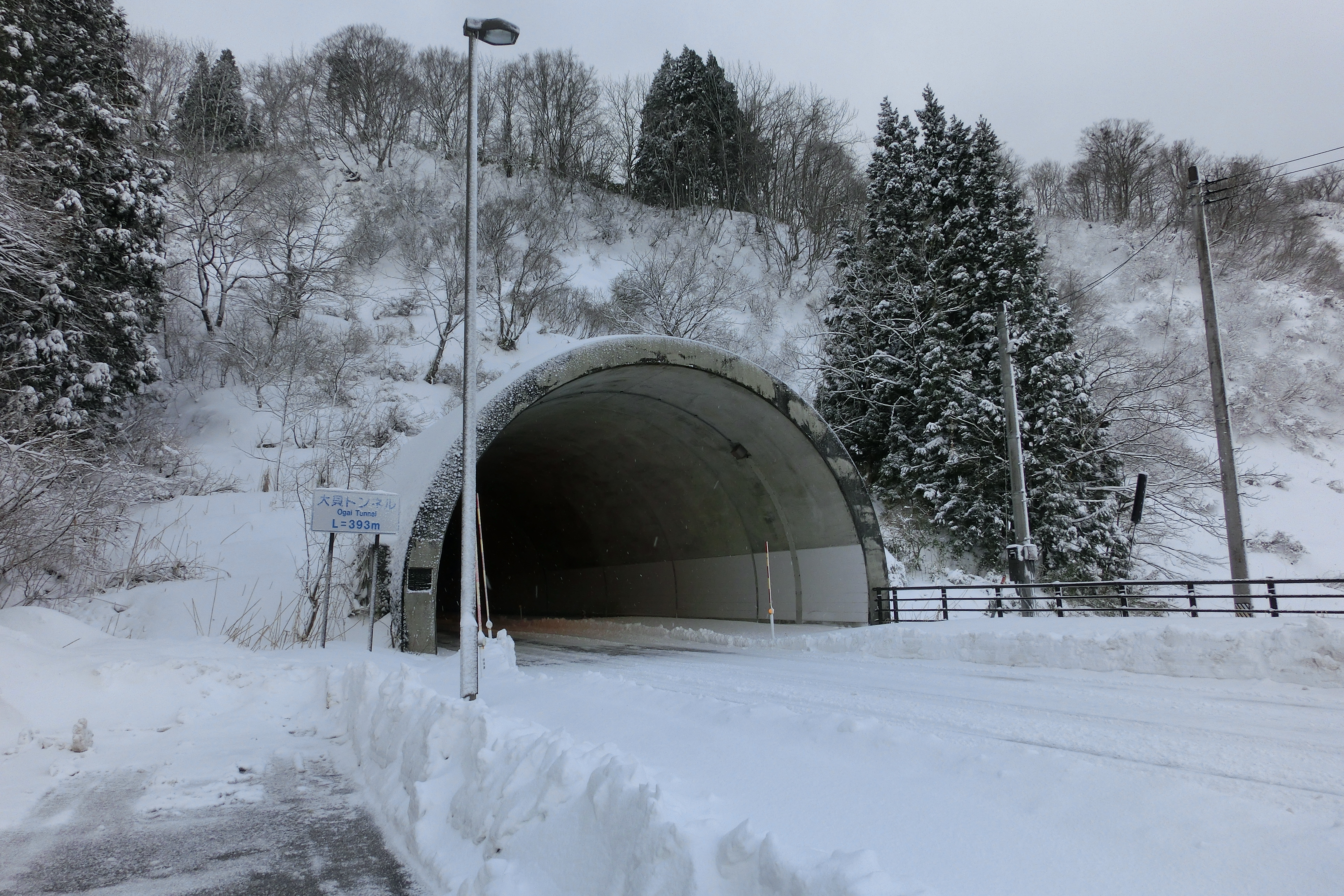
大貝トンネル

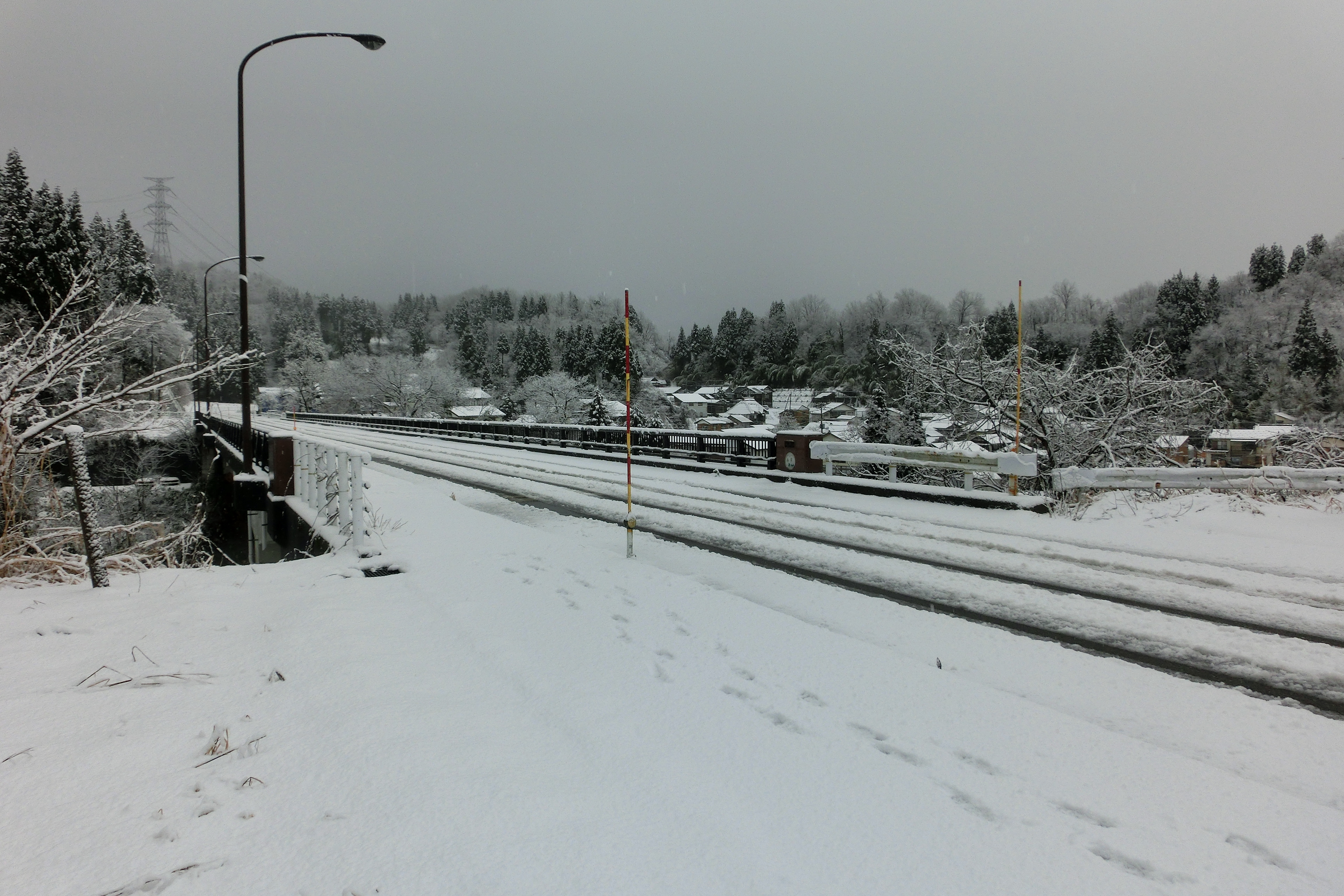
雪の中の大三桶橋

## 歴史
- 2005年（平成17年）12月14日：長岡市小国町大貝 - 十日町市小白倉間の1.52 km（大貝トンネル、白倉大橋を含む）が開通。
- 2015年（平成27年）7月19日：十日町市大倉 - 岩瀬間の833 m（岩瀬トンネルを含む）が開通[1]。
- 2020年（令和2年）12月26日：小白倉工区が開通。これにより全線開通[2][3]。

## 路線状況

### 主要構造物
- 大三桶橋（渋海川）
- 大貝トンネル
- 白倉大橋
- 小白倉にしうら橋
- 渋海トンネル
- 岩瀬トンネル

## 地理

### 通過する自治体
- 新潟県
  - 長岡市 - 十日町市